# Virginie Seghers
Virginie Seghers, née le 12 mars 1969, est spécialiste de la nouvelle philanthropie, de l’entrepreneuriat social, et des modèles économiques innovants au service du bien commun,,. Elle est présidente de Prophil, société de conseil en stratégie et centre de recherche, dédié à la contribution des entreprises au bien commun. Elle est administratrice de plusieurs associations et fondations françaises et internationales.
Par ailleurs, elle est auteur-compositeur-interprète. Trois disques de ses chansons ont été produits, , .
Elle est la fille du poète et éditeur Pierre Seghers (1906 - 1987) et de la romancière Colette Seghers.

## Vie des affaires

### Formation
Diplômée d’HEC, Virginie Seghers a suivi le programme de MBA de l’Université de Berkeley (Californie).
Elle est diplômée du mastère de gestion des institutions culturelles de Dauphine.

### Conseil en stratégie
Virginie Seghers se consacre depuis plus de 25 ans à rapprocher des initiatives privées et l'intérêt général.
Depuis 2013, elle est présidente de Prophil, entreprise à mission de conseil en stratégie et de recherche, dédiée à la contribution des entreprises au bien commun. Créée  avec Geneviève Ferone , Prophil accompagne des entreprises et des entrepreneurs engagés, et forge de nouveaux modèles économiques et de gouvernance, au travers d'études internationales réalisées en partenariat avec des chaires académiques. Ainsi, Prophil est à l'origine du modèle des fondations actionnaires,,, des entreprises à mission,, et encourage la voie de la post-croissance.
Entre 2003 et 2013, Virginie Seghers s'est principalement dédiée à promouvoir le concept d'entrepreneur social en France au travers d'activités de conseil, d'enseignement et de plaidoyer. Elle a également contribué à la création de nombreuses fondations et de fonds philanthropiques en France et à l'international. Elle a enfin accompagné la structuration du concept de RSE responsabilité sociale et environnementale, au sein du Conseil National du Développement Durable, et de grandes écoles (HEC, Sciences Po Paris, ESCP Europe) où elle a créé les premiers enseignements dédiés.
Entre 1994 et 2002, Virginie Seghers est déléguée générale de l’association pour le développement du mécénat industriel et commercial (Admical). À ce titre, elle a contribué à la création d'un cadre réglementaire favorable au développement des fondations et du mécénat d’entreprise dont la Loi Aillagon du 1er août 2003. Elle a accompagné de nombreuses entreprises pour l'élaboration de leur stratégie philanthropique, à l'échelle française et internationale.
En parallèle, elle a dirigé le  Comité Européen pour le rapprochement de l’économie et de la culture de 1998 à 2002.

### Recherche et plaidoyer
Virginie Seghers contribue à l’émergence en France de nouveaux modèles économiques au service du bien commun. Lorsqu’elle dirigeait l’Admical, elle s’est directement investie pour améliorer le cadre réglementaire et fiscal du mécénat (loi sur les trésors nationaux, loi Aillagon de 2003). Puis elle a œuvré pour faire reconnaître le concept d’entrepreneur social, avec la création du Mouvement des Entrepreneurs Sociaux (devenu le Mouvement Impact France), et a participé à l’élaboration de la loi Hammon.
Comme Présidente de Prophil, Virginie Seghers développe depuis 2013 des travaux de recherche et de plaidoyer, en particulier sur les fondations actionnaires et les entreprises à mission.
L’étude européenne qu’elle a dirigée en 2015 sur les « fondations actionnaires » s’est réalisée en partenariat avec la Chaire ¨Philanthropie de l’ESSEC ; celle de 2017 sur les entreprises à mission, en partenariat avec la Chaire Théorie de la gouvernance de l’École des mines. Enfin, la récente étude de Prophil sur « Entreprise et Post-croissance » a été réalisée en collaboration avec des centres de recherche d'HEC et d'Audencia.
Son action de plaidoyer, auprès des pouvoirs publics et des réseaux de dirigeants, vise à promouvoir de nouveaux modèles de propriété, de gouvernance, de transmission des entreprises, utiles au bien commun. Ainsi, Virginie Seghers a  signé un pacte de coopération entre la France et le Danemark au sujet des fondations actionnaires lors de la Visite d’État du Président de la République à Copenhague en août 2018. Elle a été étroitement consultée avec son associée Geneviève Ferone par différents ministères et parlementaires dans le cadre de la PACTE. Les travaux de Prophil ont directement inspiré la nouvelle qualité juridique d'entreprise à mission et le statut des fonds de pérennité proposés par la loi Pacte. Ce dernier statut est néanmoins considéré comme insuffisant par Virginie Seghers pour doter la France de véritables fondations actionnaires tel qu'il en existe en Europe du Nord.
Enfin, Virginie Seghers a créé et coordonne la communauté De Facto, « Dynamique européenne en faveur des fondations actionnaires », qui réunit les entrepreneurs pionniers français, qui se sont dépossédés d’une partie ou de la totalité des titres de leur entreprise pour la loger dans une fondation ou structure assimilée. Cette communauté a des correspondants au Danemark, en Allemagne et en Suisse.
Elle intervient régulièrement sur ces sujets dans le cadre de conférences auprès de dirigeants et de réseaux patronaux.
Dans le cadre de l’élection présidentielle de 2022, Virginie Seghers et la communauté De Facto proposent un livre blanc « Pourquoi développer les fondations actionnaires en France ? »

### Engagement associatif
Virginie Seghers est parallèlement impliquée dans plusieurs associations et fondations françaises et internationales.
Elle est administratrice de la Fondation des Possibles, de l'association La Terre en partage, du fonds de l'Institut mémoires de l'édition contemporaine (IMEC), du fonds Imprimerie d'Art de Montparnasse IDEM, du comité d'impact de Live for Good, et vice-présidente de la fondation du Club Méditerranée.
Virginie Seghers a longtemps été secrétaire générale de la Chartreuse de Villeneuve-lez-Avignon, administratrice du Mouvement des entrepreneurs sociaux (dont elle est cofondatrice), devenu Mouvement Impact France, administratrice du fonds Ashoka, administratrice d'Agrisud international, et membre du laboratoire d'idées Fiducie philanthropique de l’Institut Pasteur.
Entre 2002 et 2005, elle a siégé au sein du Conseil national du développement durable.

### Enseignement
Virginie Seghers a créé le premier enseignement sur la responsabilité sociale des entreprises à Sciences Po en 2002, et à l'ESCP en 2003. En 2008, elle crée le premier cours sur l’entrepreneuriat social à Sciences Po.
Elle a également enseigné le mécénat d’entreprise au sein du mastère de gestion des institutions culturelles de Dauphine, et dans le cadre de la chaire Entreprise et Pauvreté d’HEC sur le thème « From Philanthropy to social impact investing ».
Elle est experte auprès de l'Association progrès du management et anime régulièrement des séminaires de cadres dirigeants.

## Vie d'artiste
Elle est auteur d'une cinquantaine de chansons qui ont fait l'objet de 3 albums. Son premier disque a été produit en 2006 par Le Loup du Faubourg. Le deuxième en 2009 par Saravah, la maison de disque créée par Pierre Barouh. Le troisième, paru en 2019, est un livre d'art-disque édité par l'imprimerie d'art de Montparnasse Idem Paris. Ce projet singulier se compose d'un livre d'art de 80 pages avec un CD, et par ailleurs d'un coffret d'art avec un disque vinyle et des lithographies originales de David Lynch, Jean-Michel Alberola, Titouan Lamazou et Nicolas Vial, inspirées chacune d'une chanson.
En tant qu'auteur-compositeur-interprète, elle a donné de nombreux concerts notamment à Paris au Théâtre du Renard en 2006, à l'Essaïon en 2007, à la Cigale en 2008, à L'Européen en 2009. Chacun de ses trois disques a donné lieu à un concert de lancement au Théâtre du Jeu de Paume à Aix-en-Provence, en 2006, en 2009 et 2019. Lors du concert de 2009, elle avait pour invité Pierre Barouh avec lequel elle a chanté en duo, et en 2019, Henri Demarquette l'accompagnait au violoncelle sur plusieurs chansons.
Fille de l'éditeur et poète Pierre Seghers, elle a été très tôt marquée par l'univers poétique familial, où la chanson avait toute sa place. Elle s'inscrit dans la tradition de la chanson française poétique à texte. Accompagnée en général au piano, au violon, à la contrebasse et à la batterie, ses chansons très écrites se déploient dans des registres variés, mêlant humour, amour et tendresse.
Elle mène une carrière d'artiste discrète avec une exigence reconnue, lui permettant de concilier ses différentes vies.

## Discographie
- À la folie, éditions Le loup du Faubourg, 2006
- Le Yin et le Yan, éditions Saravah de Pierre Barouh, 2009
- Échos d’Atelier, livre d’art-disque, avec des lithographies originales de David Lynch, Titouan Lamazou, Jean-Michel Alberola, et Nicolas Vial, éditions Idem Paris, 2019